# Artem Kułtyszew
Artem Serhijowycz Kułtyszew, ukr. Артем Сергійович Култишев (ur. 28 marca 1984 w Dniepropietrowsku) – ukraiński piłkarz, grający na pozycji pomocnika.

## Kariera piłkarska

### Kariera klubowa
W 2002 rozpoczął karierę piłkarską w drużynie Wuhłyk Dymytrow, skąd następnego roku przeszedł do Krystału Chersoń. Latem 2005 został piłkarzem PFK Sewastopol. Latem 2011 został wypożyczony na pół roku do białoruskiej Biełszyny Bobrujsk. Na początku 2013 przeszedł do Tytanu Armiańsk.

### Sukcesy klubowe
- mistrz Pierwszej Lihi Ukrainy: 2009/10